# Бухеггберг
Бухеггберг (нім. Bezirk Bucheggberg) — округ у Швейцарії в кантоні Золотурн.
Адміністративний центр — Бухегг.

## Громади
У таблиці наведено список громад округу станом на 2022 рік, населення та площа станом на 2019 рік.

| Українська назва       | Оригінальна назва      | Код BFS | Населення | Площа |
| ---------------------- | ---------------------- | ------- | --------- | ----- |
| Біцвіль                | Biezwil                | 2445    | 327       | 4,2   |
| Бухегг                 | Buchegg                | 2465    | 2560      | 22,6  |
| Люсслінген-Неннігкофен | Lüsslingen-Nennigkofen | 2464    | 1084      | 7,8   |
| Лютеркофен-Іхертсвіль  | Lüterkofen-Ichertswil  | 2455    | 829       | 4,4   |
| Лютерсвіль-Гехлівіль   | Lüterswil-Gächliwil    | 2456    | 320       | 3,1   |
| Мессен                 | Messen                 | 2457    | 1476      | 11,9  |
| Унтеррамзерн           | Unterramsern           | 2463    | 218       | 1,6   |
| Шноттвіль              | Schnottwil             | 2461    | 1140      | 7,2   |

## Колишні громади
| Герб | Комуна           | Населення (для існуючих — 2010 для колишніх — 2005) | Площа км² | Офіційний код | Примітка                                           |
| ---- | ---------------- | --------------------------------------------------- | --------- | ------------- | -------------------------------------------------- |
|      | Етігофен         | 184                                                 | 2,03      | 2441          | 1.01.2014 об'єднані у громаду Бухегг               |
|      | Етінген          | 289                                                 | 2,85      | 2442          | 1.01.2014 об'єднані у громаду Бухегг               |
|      | Біберн           | 227                                                 | 2,99      | 2444          | 1.01.2014 об'єднані у громаду Бухегг               |
|      | Брюглен          | 194                                                 | 1,70      | 2446          | 1.01.2014 об'єднані у громаду Бухегг               |
|      | Гослівіль        | 194                                                 | 1,98      | 2449          | 1.01.2014 об'єднані у громаду Бухегг               |
|      | Гессігофен       | 246                                                 | 2,25      | 2450          | 1.01.2014 об'єднані у громаду Бухегг               |
|      | Кюттігофен       | 260                                                 | 2,17      | 2452          | 1.01.2014 об'єднані у громаду Бухегг               |
|      | Кібург-Бухег     | 324                                                 | 1,61      | 2453          | 1.01.2014 об'єднані у громаду Бухегг               |
|      | Мюледорф         | 347                                                 | 3,32      | 2458          | 1.01.2014 об'єднані у громаду Бухегг               |
|      | Чеппах           | 192                                                 | 1,86      | 2462          | 1.01.2014 об'єднані у громаду Бухегг               |
|      | Бальм-бай-Мессен | 111                                                 | 2,15      | 2443          | 1.01.2010 приєднані до громади Мессен              |
|      | Брунненталь      | 203                                                 | 0,91      | 2447          | 1.01.2010 приєднані до громади Мессен              |
|      | Оберрамзерн      | 96                                                  | 1,77      | 2460          | 1.01.2010 приєднані до громади Мессен              |
|      | Люслінген        | 494                                                 | 3,22      | 2454          | 1.01.2013 об'єднані в громаду Люслінген-Неннігофен |
|      | Ненігофен        | 493                                                 | 4,60      | 2459          | 1.01.2013 об'єднані в громаду Люслінген-Неннігофен |

## Демографія
Населення округу складає (станом на  грудень 2020) 8 009 осіб.